# Tressette
Tressette, även kallat trisett, är ett italienskt kortspel avsett för fyra deltagare, som spelar ihop parvis. 
Till spelet används en traditionell italiensk kortlek med 40 kort, eller en vanlig fransk-engelsk kortlek, där 8:or, 9:or och 10:or tagits bort. Spelet går ut på att få poäng dels för vissa kombinationer av kort på handen, dels genom att vinna stick med så värdefulla kort som möjligt och genom att spela hem det sista sticket. 
Det är detta spel som skildras av Carl Michael Bellman i Fredmans epistel n:o 42, Rörande kortspelet på klubben, vars första rad lyder ”Ren calad jag spår och tror”. Calad är en spelterm som innebär att ett spelarpar tagit hem alla stick.